# ニュージャージー日本人学校
ニュージャージー日本人学校（ニュージャージーにほんじんがっこう 英語名:The New Jersey Japanese School）は、アメリカ合衆国ニュージャージー州にある第1学年から第9学年まである日本人学校。
設置者はニューヨーク日本人教育審議会。略称はNJ校 NJJS 。

## 概要
ニュージャージー日本人学校初等部とニュージャージー日本人学校中等部の2部を以て構成されている。在籍生徒数は2022年8月時点で59人。

## 児童・生徒指針
- Ⅰ. 進んで学習しよう
- Ⅱ. 思いやりの心をもとう
- Ⅲ. 健康な体をつくろう
- Ⅳ. 米国社会を理解しよう

## 教育方針
将来への夢の実現に向けて、力強く生き抜く知恵を磨き、心豊かな人間性とたくましい精神と体力をもった国際性豊かな児童・生徒の育成

## 校歌
作詞:村岡岩男 作曲:細谷みどり 編曲:鈴木晶子

## 進路状況
- 初等部

学年で若干名は中学入試を受けるが、ほとんどの生徒は中等部へそのまま入学する。
- 中等部

進路指導に手厚く、学年の大半の生徒が日本の国公立高校や私立高校に進学する。校内の学力は平均して高く、早慶大附属校や国立大附属校に進学する者が多い。ニューヨーク州のハリソン町にある慶應義塾ニューヨーク学院（高等学校）に進学する者もいる。

## 沿革
- 1975年 全日制のニューヨーク日本人学校創立
- 1980年 クイーンズ校舎に移転
- 1991年 ヨンカース校舎に移転
- 1992年 ニューヨーク日本人学校ニュージャージー分校（第1学年～第4学年）開校（ヨンカース校舎に仮設）[5]
- 1993年 5月に初めてアメリカ人教師を3人採用[6]
- 1999年 ニューヨーク日本人学校ニュージャージー校として分離、独立。中等部第1学年～第3学年を開設[5]
- 2005年 ニュージャージー日本人学校として文部科学省より正式認定。
- 2010年 創立35周年

## 施設
- コナーズホール (講堂兼体育館)
- 大運動場

## 学校生活における特徴

### 初等部
- 授業

授業時間は45分。

### 中等部
- 授業

授業時間は45分。午前4時限、昼食のち昼休み、午後2時限。掃除の時間はない。
- 部活動

部活動というものはないが、中等部生活委員会により、「クラブ活動体験」が行われている。
クラブ活動体験は、今までのニュージャージー日本人学校では体験できなかった部活動に
近い体験をしてもらうため、他学年との交流を深めてもらうため...などの理由から提案された。
また、児童・生徒はバスでの登下校であるため放課後に行うことはできず、
7校時（自学の時間)の約25分間で行われている。
一年を第1期～第4期にわけ、毎回3つのクラブを児童・生徒へのアンケートの集計結果で決める。
ちなみに、クラブ活動体験の参加の対象は７〜9年生。
- 生徒会・専門委員会

生徒会本部は、生徒会最高の執行機関であり、3つの専門委員会を置く。生徒会における役員選挙は生徒(前期９年、後期8年)が立候補し、選挙を行い、他の生徒の合意によって決まる。
- 定期試験

各学期1度ある定期試験は英数国理社の5科目のみであるが、テストの難易度が高く教科書の内容より有名校の入試問題がでるため、ほとんど生徒の負担はかわらない。

### 共通
- 少人数制授業。
- 初等部と中等部が同じ校舎であり、同校生徒同士の団結は強い。
- 現地の母語話者による充実した英語教育。
- 校則や指定された制服、髪型などはなく、それぞれの児童・生徒が良識の下に行動することが求まれる。
- バスの経路ごと(Aライン、Bラインそして自家用車グループ)に不定期に会議を行う。これをバスピック会議と呼ぶ。バスの中での過ごし方の改善点・良かった点などを話し合う。バスの中での過ごし方をより良くするために行う重要な会議である。

## 行事
- 運動会
- メイプル祭
- 校外学習
- 修学旅行
- 職場体験
- 学校間交流